# جون إم. سوليفان
جون إم. سوليفان (بالإنجليزية: John M. Sullivan)‏ هو رياضياتي أمريكي، ولد في 25 فبراير 1963.